# Egusi
L'Egusi (noto anche con variazioni tra cui agusi, agushi) è il nome attribuito ai semi ricchi di grassi e proteine di alcune piante cucurbitacee (zucca, melone, altre zucche), che, dopo essere stati essiccati e macinati, vengono utilizzati come ingrediente principale nella cucina dell'Africa occidentale. Le autorità non sono d'accordo sul fatto che la parola sia usata in modo più appropriato per i semi del coloquintide, quelli di una particolare varietà di anguria a grande seme o genericamente per quelli di qualsiasi pianta cucurbitacea. Le caratteristiche e gli usi di tutti questi semi sono sostanzialmente simili. Le principali nazioni coltivanti e produttrici di egusi includono Mali, Burkina Faso, Togo, Ghana, Costa d'Avorio, Benin, Nigeria e Camerun.

## Uso

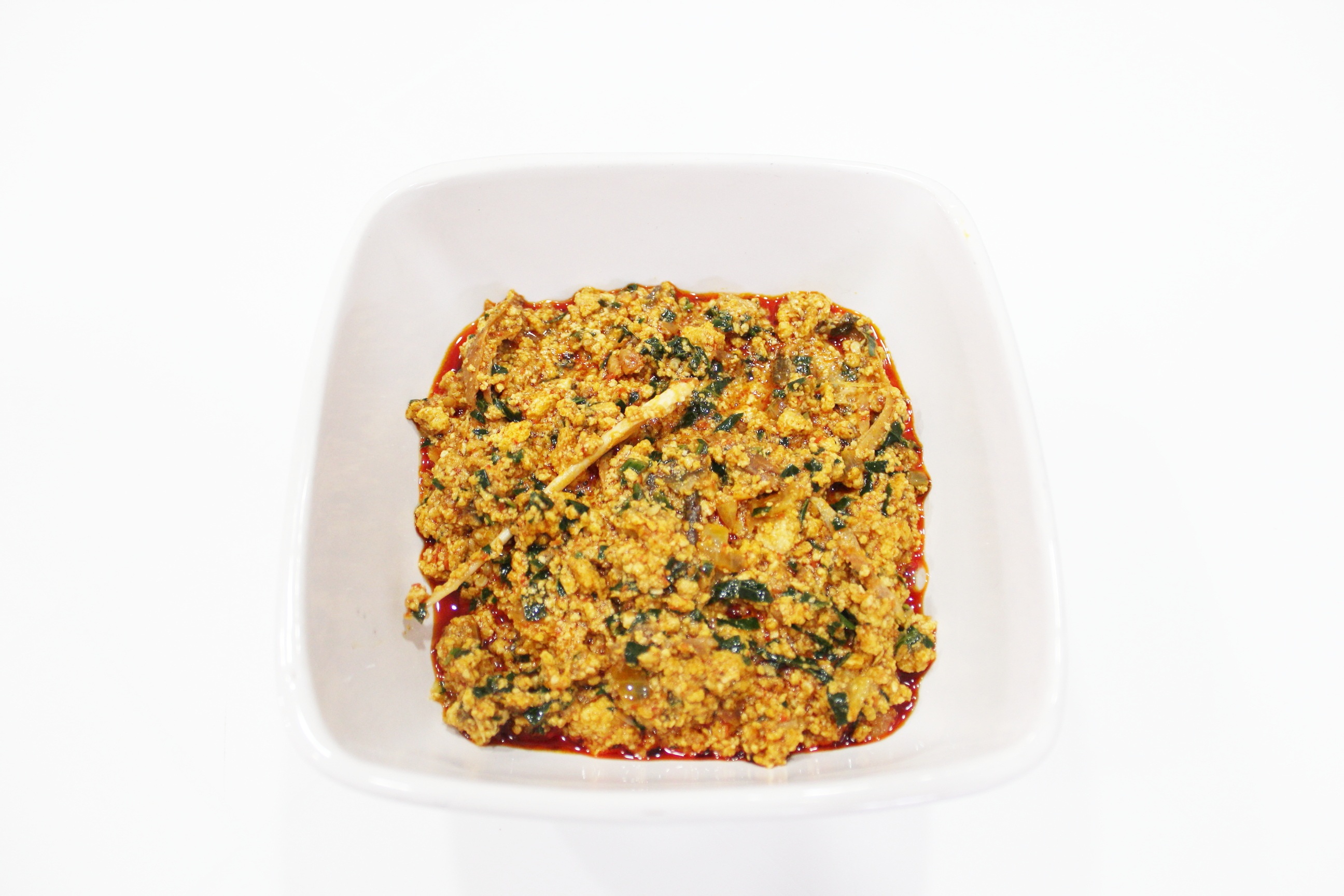
La zuppa egusi

La zuppa egusi è una specie di zuppa addensata con i semi macinati e popolare nell'Africa occidentale, con notevoli variazioni locali. Oltre ai semi, all'acqua e all'olio, la zuppa egusi contiene in genere ortaggi a foglia, olio di palma, altre verdure, condimenti e carne. Gli ortaggi a foglia usati tipicamente per la zuppa egusi includono foglie di vernonia, Telfairia occidentalis, celosia e spinaci. Altre verdure tipiche includono pomodori e gombo. I condimenti tipici includono peperoncino, cipolle e carrube. Anche comunemente usati sono manzo, capra, pesce, gamberi di mare o d'acqua dolce . 
In Nigeria, l'egusi è molto popolare tra gli Igbo del sud-est della Nigeria, gli Ibibio e gli Efik (i Calabar) del sud della Nigeria, gli Hausa del nord della Nigeria e gli Edo, gli Esan e gli Etsakọ del sudovest della Nigeria. Il popolo yoruba in generale e in particolare della regione dell’Osun - in particolare  di Ijesha - mangiano "iyan ed egusi": patata dolce pestata e zuppa di egusi.
In Ghana, l'egusi è  chiamato pure akatoa di agushi, e come in Nigeria è usato per zuppa e spezzatino, e più comunemente in salsa Palaver. 
Alla fine degli anni '80, il governo canadese ha finanziato un progetto destinato a sviluppare una macchina per aiutare i camerunesi a sgusciare i semi di egusi. In Nigeria è stata sviluppata una macchina per sgusciare gli egusi.